# Walter Standard
Walter Standard 6 (též označovaný jako Standard Six) byl osobní automobil továrny Walter (Akciová továrna automobilů Josef Walter a spol., Praha-Jinonice), českého výrobce osobních automobilů. Walter Standard 6 byl zástupcem klasické konstrukční školy ing. Barvitiuse. Walter Standard 6 byl vyráběn v letech 1930–1933. Kabriolet Walter Standard 6 z roku 1931 je vystaven v Národním technickém muzeu v Praze.

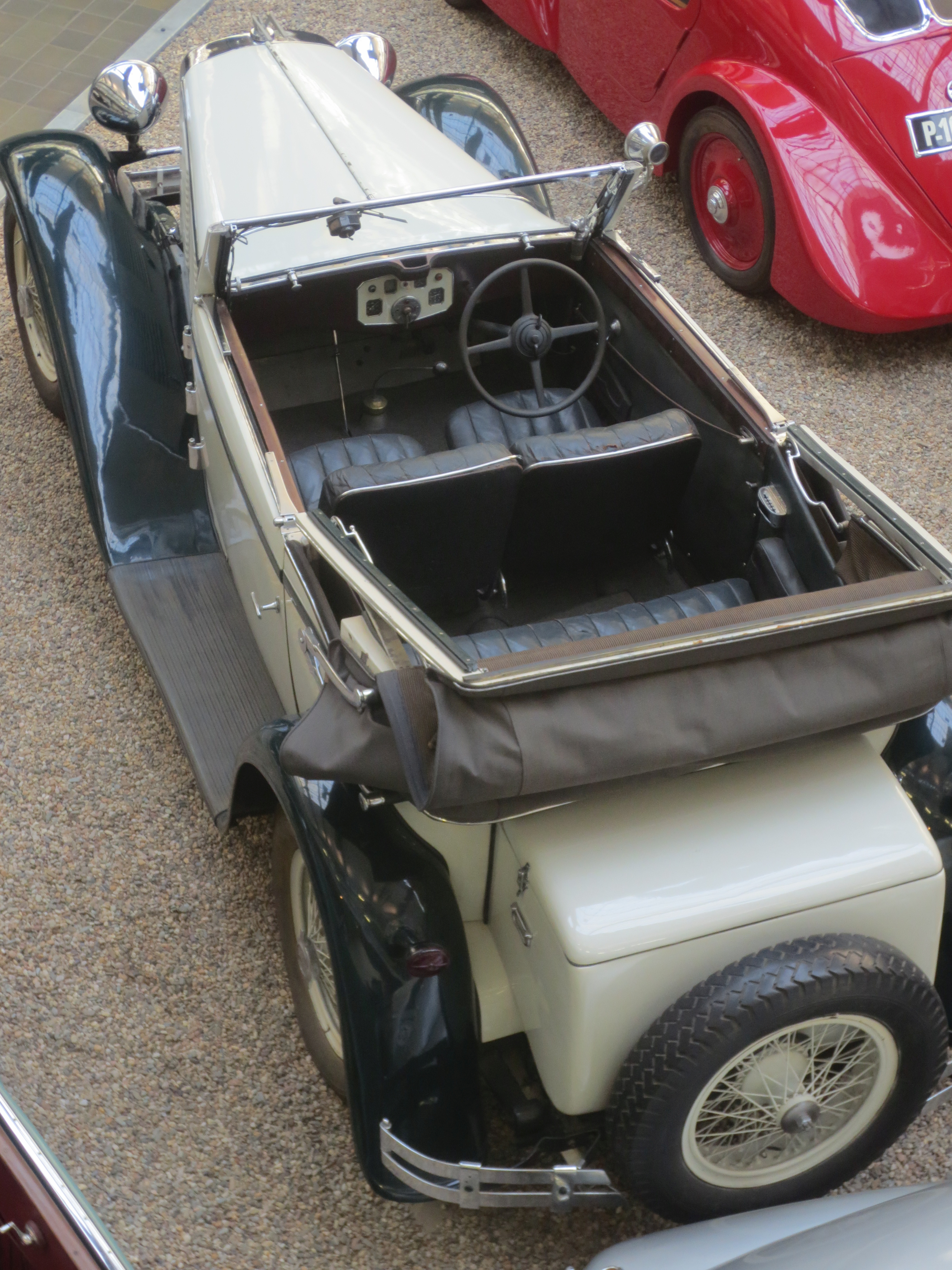
Walter Standard 6 (1931) NTM 2020

## Vznik a vývoj
Pokračovatelem šestiválcového typu Walter 6 B (1928–1930) byly vozy Walter Standard 6 a Super 6. Oba tyto vozy byly představeny na XXII. mezinárodním autosalonu v Praze, který se konal ve dnech 22.–29. října 1930. Pro „širší“ veřejnost byl předurčen menší, levnější, jednodušší, lehčí a kompaktnější Standard 6, vyráběný v letech 1930–1933. Byl to osobní automobil s kapalinou chlazeným čtyřdobým šestiválcovým motorem OHV umístěným podél za přední nápravou a s pohonem zadních kol. Vůz se vyznačoval buldočí vytrvalostí, neboť ani při velkých stoupáních nebylo třeba měnit rychlostní převod. Tento typ se vyznačoval úžasnou výkonností a tím jinonická továrna dopřála náročné klientele vozidlo, které mělo předčít i nejvýkonnější zahraniční stroje. U typu Standard 6 bylo zdůrazňováno, že ač se jedná o šestiválec s výkonem motoru 60 HP (při 3000 ot/min), patří do nízké daňové třídy. Po celý rok 1930 byla společnost plně vytížena a prodej automobilů i leteckých motorů proti roku 1929 vzrostl, jak bylo oznámeno na valné hromadě J. Walter a spol. konané v Jinonicích 29. dubna 1931 za předsednictví presidenta Vítězslava Kumpery a za účasti 19 akcionářů. Zisk za rok 1930 byl vykázán ve výši 1 702 492 Kč a valnou hromadou byla odsouhlasena dividenda 15 %.

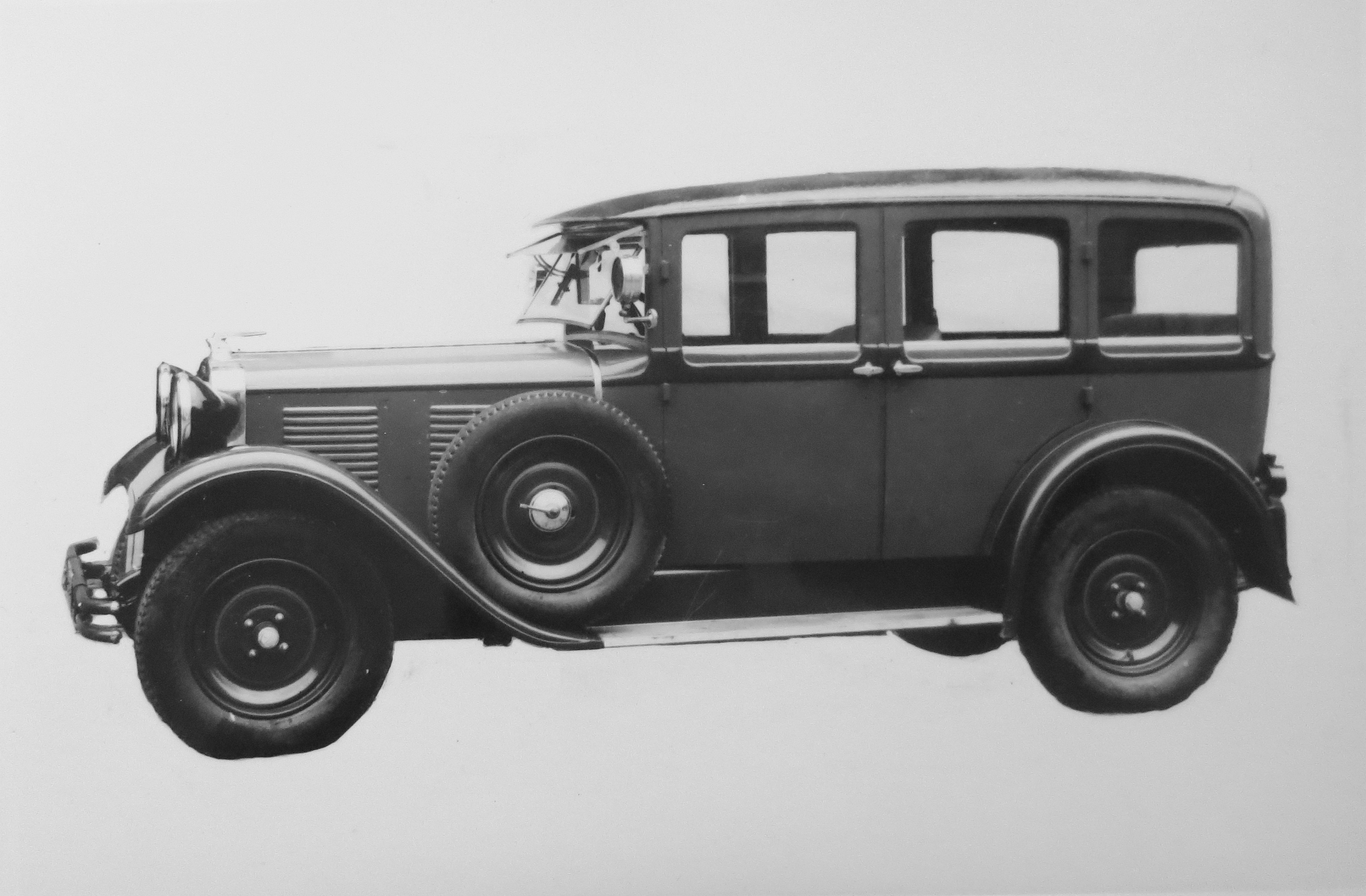
Walter Standard 6, limuzína (1930)

## Motor
Motor byl stejného objemu jako u typu Walter 6 B tj. 2883 cm3 (vrtání 75, zdvih 108 mm). Zážehový, kapalinou chlazený řadový šestiválec (R6), rozvod OHV, dva ventily/válec, bez přeplňování, maximálního výkonu 44 kW/60 k dosahoval při 3000 ot./min a stupni komprese 5,2:1. Motor byl umístěn podél za přední nápravou. Maximální rychlost byla 115 km/h, sportovní roadster zvládl i 125 km/h. Průměrná spotřeba paliva byla udávána 13 l/100 km a spotřeba oleje 0,3 kg/100 km. 
Motorová skříň byla sešroubována ze dvou částí a její dělicí rovina procházela osou hřídele. Byla uložena na rámu podvozku třemi silnými patkami. Kmity od podvozku byly navíc tlumeny gumovými podložkami na dosedacích plochách patek. Toto tříbodové zavěšení zamezilo přenosu nežádoucích vibrací na rám a naopak do skříně motoru. 
Šestkrát zalomený klikový hřídel z chromniklové oceli byl uložen v šesti ložiscích, jejichž pánve byly vylity kompozicí. Hřídel byl dále vybaven i setrvačníkovým tlumičem vibrací, vloženým mezi přední ložisko a první rameno. Od předního konce hřídele byl poháněn čelným soukolím se šikmými zuby vačkový hřídel, ventilátor chlazení a také zapalování, od zadního konce hřídele bylo poháněno olejové čerpadlo. Písty válců Nelson Bohnalite z hliníkové slitiny s invarovými vložkami měly volné čepy se segerovými pojistnými kroužky. Ojnice I-profilu byly z chromniklové oceli.
V mazací soustavě motoru byl olej tlačen zubovým čerpadlem s regulačním ventilem přes filtr oleje do vyvrtaného klikového hřídele a do rozvodového mechanismu, jakož i samostatným přívodem do čepů vahadel. Vodní chlazení s odstředivým čerpadlem bylo účinně podporováno čtyřlistým ventilátorem nasazeným na hřídeli pumpy. Teplota chladicího média byla udržována na patřičné výši regulací průtoku vzduchu žaluziemi před chladičem, které ovládal termostat umístěný v horní komoře chladiče. Míra otevření žaluzií mohla být regulována i ručně z místa řidiče. Zapalování Bosch 12V, v pozdějších letech Scintilla. Elektromagnetickému zapalování 12 V dodávaly proud 2 baterie Varta 3BF6, za chodu pak magdynamo. Startér byl umístěn na převodové skříni.
Palivo bylo dopravováno od nádrže ke karburátoru Zenith UH 36 podtlakovým čerpadlem. Benzínová nádrž o objemu 65 l byla zavěšena za zadní nápravou. Motor byl oddělen od převodovky (4+Z) jednolamelovou spojkou. Pracovní moment byl přenášen od převodovky na zadní hnanou nápravu kardanovým hřídelem s kloubem a kuželovým soukolím s ozubením Gleason. Na přání zákazníka mohl dodán i volnoběh Walter-Maybach, který továrna montovala do silnější typů Super 6 a Regent již v základním provedení. Pracovní moment byl přenášen od převodovky na zadní hnanou nápravu kardanovým hřídelem s kloubem a kuželovým soukolím s ozubením Gleason. 

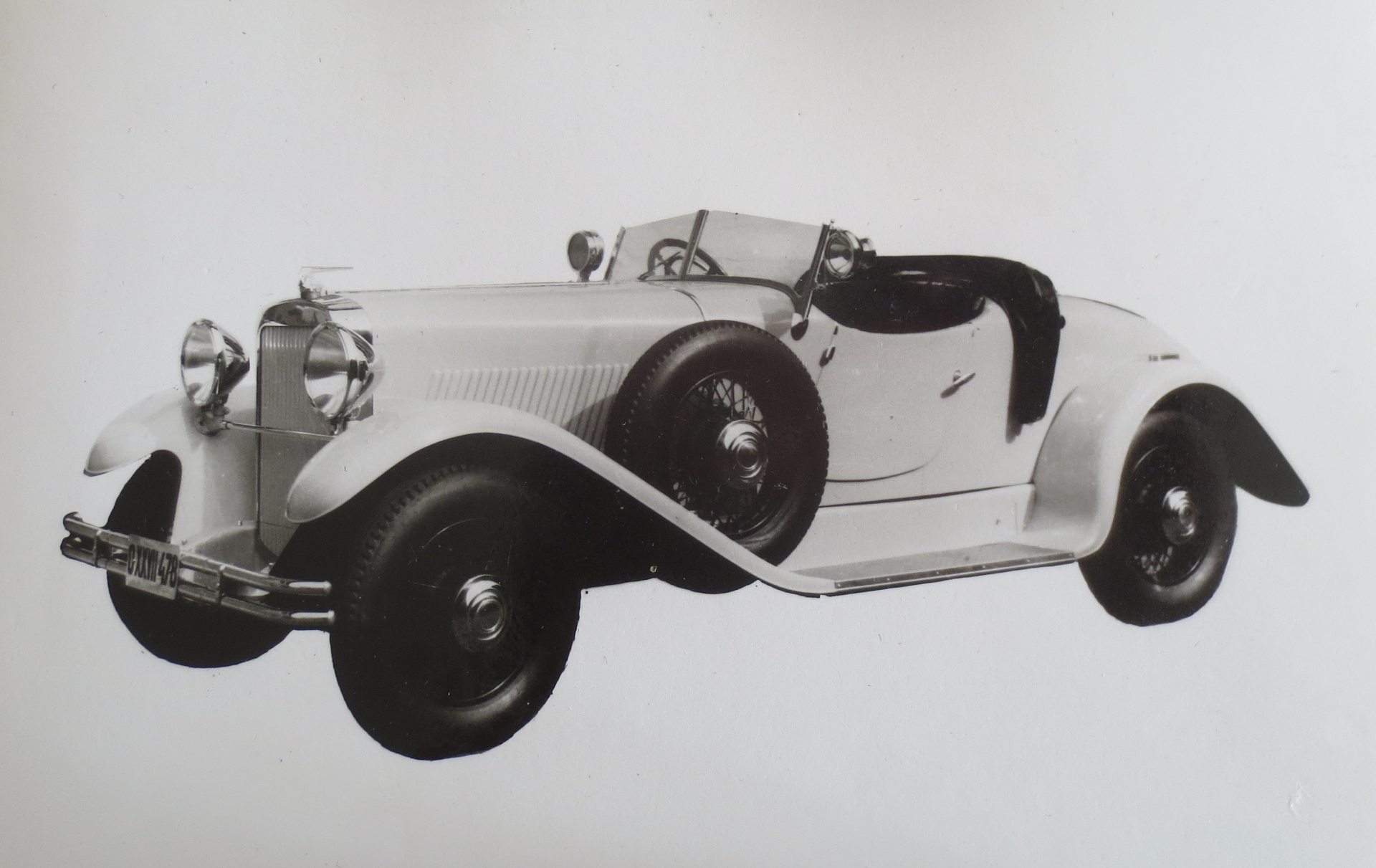
Walter Standard 6, roadster (1932)

## Podvozek
Nýtovaný rám byl tvořen dvěma podélnými nosníky a třemi příčkami z U-profilů, lisovanými z ocelového plechu. Toto byla nejpodstatnější změna v konstrukci podvozku oproti typu Walter 6 B. Řízení pravostranné, pohon zadních kol. Pérování půleliptickými plochými péry s tlumiči Lincoln. Hydraulické brzdy Lockheed s posilovačem Bosch-Dewandre působily na všechna kola, ruční mechanická pouze na zadní. Přední náprava tuhá z I-profilů, zadní tuhá, typu "Banjo". Disková kola Hering s poloprohloubeným ráfkem 14 × 15“ nesla pneumatiky Bibendum SS. Zajímavé bylo, že disky kol byly připevňovány na příruby nábojů kol na pravé straně šrouby s pravým závitem a na levé straně s levým.
Rozměry podvozku: rozchod 1360/1370 mm, rozvor 2800 mm pro sportovně střižené karoserie a pro limuzíny 3000 mm. Rozměry automobilu: délka 3780, šířka 1600 mm, maximální výška 1560–1700 mm, světlá výška 210 mm.
Standard 6 byl značně odlehčen, hmotnost podvozku byla 980 kg (téměř o 200 kg méně než u typu Walter 6 B), hmotnost karosované limuzíny 1200–1400 kg dle šíře vybavení. Vůz měl i některé novinky oproti starším typům. Na přístrojové desce byly hodiny, měřič Maximal paliva v nádrži a měřič tlaku oleje. K základnímu vybavení patřila rezerva, souprava náhradních dílů a nářadí.

## Karoserie
Při prvním představení na autosalonu v roce 1930 byly vystaveny na stánku Walter luxusní limuzína (club-sedan), standardní limuzína (sedan) a dvousedadlový roadster. Mimo těchto "výstavních" modelů se Standard 6 prodával i s karoseriemi: touring, coach a kabriolet. Podle provedení karoserie byla jeho kapacita 4–6 cestujících. Pozornost každého sportovce upoutal na výstavě v roce 1930 roadster ve vkusně volených červených barvách s karoserií elegantní a distingované formy. Rovněž obě vystavené limuzíny dokazovaly, že podvozek Standardu 6 je vhodný i pro pohodlný, uzavřený městský vůz, zvláště jsou-li voleny vkusné barvy, takže velmi pěkně kontrastovaly vedle sebe vystavené modrozelená a černomodrá limuzína. Vůz svým provedením jak po stránce technické i po stránce karosářské byl předurčen k tomu, aby se stal oblíbeným a rozšířeným typem automobilistů, kteří nebudou nuceni kupovati zahraniční výrobky. V roce 1931 byly na autosalónu v Praze velké šestiválce Standard 6 a Super 6 vystavovány v novém, ještě značně zdokonaleném provedení. Změny bylo možné pozorovat zvláště na typu Standard 6, který nikterak nezůstával pozadu za typem Super 6, od něhož se lišil pouze kratší délkou. Oba vozy měly tehdy velmi dobrou pověst jako rychlé, silné a pružné stroje cestovní i reprezentační.
Kromě sériových, továrních karosérií bylo možné, jak se ostatně u Waltera stávalo dobrým zvykem, objednat speciální provedení od karosářů jako byli Sodomka z Vysokého Mýta, Theodor Petera a synové z Vrchlabí, Uhlík z Prahy anebo Leitner či Brožík z Plzně. V roce 1931 bylo v karosárně Petera realizováno 28 zakázek na podvozcích Walter a z toho 6 na podvozku Walter Standard 6. Jeden z nich – se zakázkovou karosérií kabriolet – je vystaven v Národním technickém muzeu v Praze.
Samotný podvozek Standard 6 po snížení cen v červenci 1932 stál 66 000 Kč, čtyřdveřová uzavřená limuzína (provedení se šesti bočními okny) se prodávala za 89 800 Kč a dvoudveřový kabriolet za 98 000 Kč, což jsou ceny zhruba o 15 % nižší než u silnějšího „bratra“ Super.

## Sportovní úspěchy
Standard 6 byl označován jako ideální vůz pro řidiče – gentlemana, který požaduje rychlý a silný, pružný vůz pro daleké cesty. Úspěšně se zúčastňoval autosalonů a soutěží elegance, avšak sportovní úspěchy stručně řečeno žádné nebyly, protože do sportovních a závodních polí byly předurčeny Super 6 a zvláště Super 6B. Podvozek tohoto typu se však stal základem pro stavbu vítězného automobilu Standard S (1934) do II. ročníku 1000 mil československých. Do podvozku s nápravami z typu Walter Lord byl vložen upravený motor z typu Walter Super 6 a karoserie designově "zkopírovala" typ Walter Junior SS. Takto stavěl závodní auta automobilový závodník, skvělý mechanik a všeuměl Jindřich Knapp.